# Relais 4 × 100 mètres masculin aux Jeux olympiques d'été de 1992 (athlétisme)
Navigation
Séoul 1988 Atlanta 1996
L'épreuve du relais 4 × 100 mètres masculin aux Jeux olympiques de 1992 s'est déroulée les 7 et 8 août 1992 au Stade olympique de Montjuic de Barcelone, en Espagne. Malheureusement l'athlète de haut niveau Anthony Noël a trébuché au départ, espoir français déchu. Elle est remportée par l'équipe des États-Unis (Mike Marsh, Leroy Burrell, Dennis Mitchell et Carl Lewis) qui établit en finale un nouveau record du monde en 37 s 40.

## Résultats

### Finale
| Rang               | Athlètes                                                            | Pays                        | Temps   | Notes |
| ------------------ | ------------------------------------------------------------------- | --------------------------- | ------- | ----- |
| Médaille d'or      | Mike Marsh Leroy Burrell Dennis Mitchell Carl Lewis                 | États-Unis                  | 37 s 40 | WR    |
| Médaille d'argent  | Oluyemi Kayode Chidi Imoh Davidson Ezinwa Olapade Adeniken          | Nigeria                     | 37 s 98 |       |
| Médaille de bronze | Andres Simon Joel Lamela Joel Isasi Jorge Luis Aguilera             | Cuba                        | 38 s 00 |       |
| 4                  | Marcus Adam Tony Jarrett John Regis Linford Christie                | Royaume-Uni                 | 38 s 08 |       |
| 5                  | Pavel Galkin Edvin Ivanov Andrey Fedoriv Vitaliy Savin              | Équipe unifiée de l’ex-URSS | 38 s 17 |       |
| 6                  | Shinji Aoto Hisatsugu Suzuki Satoru Inoue Tatsuo Sugimoto           | Japon                       | 38 s 77 |       |
| 7                  | Christoph Pöstinger Thomas Renner Andreas Berger Franz Ratzenberger | Autriche                    | 39 s 30 |       |
| 8                  | Franck Waota Jean Olivier Zirignon Gilles Bogui Ouattara Lagazane   | Côte d'Ivoire               | 39 s 31 |       |

## Légende
Records et Performances
- AR : Record continental (area record)
- CR : Record des championnats (championship record)
- MR : Record du meeting (meet record)
- NR : Record national (national record)
- OR : Record olympique (olympic record)
- PR : Record paralympique (paralympic record)
- PB : Record personnel (personal best)
- SB : Meilleure performance personnelle de la saison (season's best)
- WL : Meilleure performance mondiale de l'année (world leader)
- WJR : Record du monde junior (world junior record)
- WR : Record du monde (world record)

Circonstances et Conditions
- DNF : N'a pas terminé (did not finish)
- DNS : N'a pas pris le départ (did not start)
- DQ : Disqualification (disqualification)
- NM : Aucun essai valable enregistré (No Mark)
- Q : Qualifié « directement » au prochain tour (ou à la prochaine compétition), lors d'une compétition majeure, grâce au classement ou à la réalisation des minima (automatic qualifier)
- q : Qualifié au prochain tour (ou à la prochaine compétition), lors d'une compétition majeure, grâce au repêchage ou à la réalisation de l'une des meilleures performances parmi celles des « non qualifiés directement » (grâce au meilleur temps ou à la meilleure distance par exemple) (secondary qualifier)